# النعيم (فلم 2021)
النعيم (بالإنجليزية: Bliss) فيلم دراما وخيال علمي أمريكي لعام 2021 من تأليف وإخراج مايك كاهيل. بطولة أوين ويلسون وسلمى حايك. يروي الفيلم قصة رجل في حالة من الفوضى يلتقي بامرأة جميلة تحاول إقناعه بأنه يعيش في محاكاة. صدر الفيلم في 5 فبراير 2021 لشركة أمازون.

## طاقم التمثيل
- أوين ويلسون: في دور جريج ويتل
- سلمى حايك: في دور إيزابيل كليمنس
- مادلين زيما: في دور دوريس
- نيستا كوبر: في دور إميلي ويتل
- كوساه روكافينا: في دور إميلي ويتل
- جوشوا ليونارد: في دور كاميرون
- خورخي لينديبورغ جونيور: في دور آرثر ويتل
- روني تشينج: في دور كيندو
- ستيف زيسيس: في دور بيورن بيدرسن
- بيل ناي: في دور كريس
- سلافوي جيجك: في دور سلافوي جيجك[5]

## أحداث الفيلم
يقضي جريج ويتل (أوين ويلسون)، المطلق حديثًا، ساعات عمله في أحلام اليقظة ورسم صور ملاذ ساحلي شاعر. ونتيجة لذلك، يتم فصله من وظيفته، ولكن خلال هذه الأحداث يدفع رئيسه، بيورن (ستيف زيسيس)، وعن طريق الخطأ، يرتطم رأس بيورن بطاولة ويموت. يخفى جريج جثة بيورن خلف بعض الستائر قبل أن يغادر المكتب إلى الحانة عبر الشارع. هناك يلتقي بإيزابيل، وهي امرأة تبدو بلا مأوى، وأيضاً يبدو أنها تعرف ما فعله، بل انها تشير إلى جسد بيورن أو على نافذة المكتب الذي حدث فيه القتل.
تأخذ إيزابيل جريج إلى منطقة خيام تحت جسر مروري، ويتعرف كل منهما على الآخر أكثر، وتتوالى الأحداث الغير معقولة، ليستيقظ جريج وهو متصل بجهاز كمبيوتر عملاق مع العديد من الأجهزة الأخرى بما في ذلك إيزابيل، حيث تتم مراقبته من العلماء، ويعرف أنه كان يختبر محاكاة داخل الكمبيوتر، وهو صندوق عقل أنشأته إيزابيل لدراسة الحقائق البديلة وتأثيراتها على الدماغ البشري.
بعد بضعة أيام، يقام حفل كبير لنجاح مشروع «صندوق العقل» مع الكثير من الثناء لإيزابيل. خلال الاحتفال، يتجول جريج ويواجه شبح ابنته الميتة إميلي، التي تتوسل إليه أن يعود إليها، وفي هذه الأثناء، تبدأ إيزابيل في رؤية عناصر من المحاكاة تتسرب إلى وجهة نظرها أيضًا، وتدرك أنها بحاجة إلى العودة إلى المحاكاة وأخذ المزيد من دواء بلورات زرقاء للخروج منها تمامًا.
تتوالى الأحداث ويهرب جريج ويذهب إلى عيادة إعادة التأهيل، معترفًا بأنه يعتقد أن ابنته إميلي حقيقية، وفي وقت لاحق يعيد جريج الاتصال بإميلي.

## استقبال الفيلم
منح نيك ألين من موقع "روجر إيبرت"، الفيلم 2 من أصل 4 نجوم، ووصفه بأنه شاعري ومربك وبلا فائدة. كتب أندرو باركر من مجلة «فارايتي»: «المخرج كاهيل غارق جدًا في الشعر لدرجة أنه يفقد مسار الموضوعات الأكبر».
منح موقع الطماطم الفاسدة الفيلم تقييم مقداره 31% بناء على آراء 75 ناقد سينمائي، وكتب الإجماع النقدي: «عندما يتعلق الأمر ببناء دراما خيال علمي مسلية حول بعض الأفكار الرائعة، فإن هذا» النعيم«يجهل ذلك إلى حد كبير».
منح موقع ميتاكريتيك الفيلم تقييم مقداره 34% بناء على آراء 14 ناقد فني.

## وصلات خارجية
https://www.imdb.com/title/tt10333426/ النعيم (فلم 2021)
https://www.rottentomatoes.com/m/bliss_2021 النعيم (فلم 2021)
https://www.metacritic.com/movie/bliss-2021 النعيم (فلم 2021)